# Phabricator

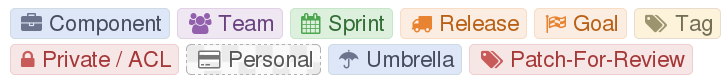
Мітки, що використовуються в ПЗ.

Щоб дізнатися про вікімедійну інсталяцію цього ПЗ — див. Фабрикатор Вікімедіа.
Перейти безпосередньо на Фабрикатор Вікімедіа.
Phabricator — набір взаємоінтегрованих вебінструментів для спільної ефективної розробки програмного забезпечення. Початково було розроблене як внутрішній інструмент на Facebook. Головним розробником програмного забезпечення є програміст Еван Прістлі. Прістлі покинув Facebook, щоб продовжити розвиток Фабрикатора у новій компанії з назвою Phacility. Фабрикатор є вільним програмним забезпеченням з ліцензією Apache v2.

## Використання
Серед компаній, що використовують Phabricator є, зокрема, і такі:
- Airtime
- Asana
- Bloomberg
- DeviantArt
- Dropbox
- Facebook[9]
- FreeBSD[10]
- Khan Academy[11]
- MemSQL
- Path
- Pinterest
- Quora[12]
- Wikimedia Foundation[13]